# Стадион Рујевица
Стадион Рујевица или званично Стадион ХНК Ријека је стадион у Ријеци, Хрватска. Име Рујевица је заправо по месту на коме је изграђен стадион. Од августа 2015. стадион постаје привремено главно игралиште Ријеке пошто је најављен почетак радова на комплетној реконструкцији и изградњи новог стадиона на месту стадиона Кантрида. Сам стадион је део тренинг кампа који користи клупска омладинска академија, а који садржи и додатне терене. Након изградње новог стадиона Кантриде, овај стадион ће постати само део клупског тренинг кампа и повремено дом националног тима Хрватске, посебно млађих тимова.

## Изградња, доградња и отварање
Са изградњом стадиона се почело 15.септембра 2014. инвестирано од стране власника клуба Ријеке. Изграђене су тад западна главна која је тотално покривена кровом и источна трибина, док са северне стране се налазило брдо а са јужне једна мања трибина од пар редова, остали терени комплекса и прелеп поглед на отворено море. Дозволу за рад добија од стране фудбалског савеза Хрватске 28. јула 2015. а званично је отворен 2. августа 2015. лигашким мечом против загребачке Локомотиве који је Ријека добила резултатом 3:1. Први гол постигнуо је Марин Леовац.
Како је обезбеђен континуитет квалификовања у европска такмичења, да би се избегао проблем добијања лиценце за та такмичења, приступило се реконструкцији и доградњи северне трибине од 11. маја до 21. јула 2017. чиме је укупан капацитет стадиона знатно повећан са 6.039 на 8.279 места.

## Капацитет стадиона по секторима
Постоје четири сектора на стадиону и то:
- сектор 1 (исток) од 2.852 места
- сектор 2 (запад) од 2.787 места, укључујући и ВИП места
- сектор 3 (север) од 2.240 места и
- сектор 4 (југ) од 400 места, који је заправо сектор предвиђен за гостујуће навијаче.

## Међународни мечеви
| 4. јун 2016.     | пријатељски меч                    | Сан Марино | 10–0 | 3,911 |
| 6. октобар 2017. | Квалификације за Светско првенство | Финска     | 1–1  | 7,578 |